# Margaretha Lindahl
Margaretha Lindahl (* 20. Oktober 1974 in Sveg) ist eine schwedische Curlerin. 
Ihr internationales Debüt hatte Lindahl bei der Juniorenweltmeisterschaft 1993 in Grindelwald, sie blieb aber ohne Medaille. 1994 gewann sie bei der JWM in Sofia mit der Bronzemedaille ihr erstes Edelmetall. 
Lindahl war Ersatzspielerin der schwedischen Mannschaft bei den XVIII. Olympischen Winterspielen in Nagano im Curling. Die Mannschaft gewann die olympische Bronzemedaille nach einem 10:6-Sieg im Spiel um den 3. Platz gegen Großbritannien um Skip Kirsty Hay. Bei diesen Winterspielen hat sie ihren Ehemann, den Curler James Dryburgh, kennengelernt. 

## Erfolge
- Weltmeisterin 1998, 1999
- Europameisterin 1997
- 2. Platz Europameisterschaft 1996, 1999
- 2. Platz Juniorenweltmeisterschaft 1995
- 3. Platz Olympische Winterspiele 1998
- 3. Platz Juniorenweltmeisterschaft 1994, 1996